# Tardu Flordun
Tardu Flordun (Ankara, 25 de mayo de 1972) es un actor turco.

## Biografía
Tardu Flordun nació el 25 de mayo de 1972 en Ankara, hijo del actor Macit Flordun. Se graduó en teatro de Hacettepe University y después fue trabajar en el Kocaeli City Theatre. En 1998,  actuó en la película Leoparın Kuyruğu con Yetkin Dikinciler. Hizo su debut televisivo en 2000,actuando en Evdeki Yabancı como Berna Laçin. Luego actuó en Bir Tatlı Huzur, İki Oda Bir Sinan y Camdan Pabuçlar. En 2005, Flordun actuó en el musical en Davetsiz Misafir con Pınar Altuğ. Después de aparecer en la serie Unşk Oyunu,  actuó en la película Bir Varmış Bir Yokmuş con Nurseli İdiz, Ceyda Düvenci y Gülben Ergen.
En 2006, interpretó a Kerem Inceoglu en la serie Binbir Gece (Las mil y una noches) que duró hasta 2009. Actuó como 'Piç Neco' en Sis ve Gece, adaptación de la aclamada novela de Ahmet Ümit. Flordun aparece en la película O Kadın realizada en 2007.

## Filmografía
- Kara Melek (1996)
- Mektup (1997)
- Leoparın Kuyruğu (1998)
- Hepsi Bir Düştü (1999)
- Evdeki Yabancı (2000)
- Bir Tatlı Huzur (2002)
- Efsane (2002)
- İki Oda Bir Sinan (2002)
- Fişgittin Bey (2003)
- Mühürlü Güller (2003)
- Camdan Pabuçlar (2004)
- Davetsiz Misafir (2005)
- Unşk Oyunu (2005)
- Bir Varmış Bir Yokmuş (2005)
- Binbir Gece (2006)
- Sis ve Gece (2006)
- Parmaklıklar Ardında (2007)
- O Kadın (2007)
- Sözün Bittiği Yer (2007)
- Bekle Beni (2010)
- Mükemmel Çift (2010)
- Takım (2011)
- Behzat Ç.: Seni Kalbime Gömdüm (2011)
- SıRata (2011)
- Türkan (2011)
- Tek Başımıza (2011)
- Gülperi (2018)